# الجدل والمعلومات الخاطئة حول لقاح كوفيد-19
نشر ناشطون مناهضون للقاح وأشخاص آخرون في العديد من البلدان مجموعة متنوعة من نظريات المؤامرة التي لا أساس لها من الصحة وغيرها من المعلومات الخاطئة حول لقاحات كوفيد-19 القائمة على علم أو دين أو ادعاءات حول الآثار الجانبية أسيء فهمها أو تمت المبالغة فيها، وعلى قصة حول انتشار كوفيد-19 عن طريق شبكة الفايف جي، وتحريفات حول كيفية عمل الجهاز المناعي ومتى وكيف صنعت لقاحات كوفيد-19، ومعلومات أخرى خاطئة أو مشوهة. انتشرت هذه المعلومات الخاطئة وربما تكون دفعت العديد من الأشخاص إلى العزوف عن أخذ اللقاح. جعل ذلك الحكومات والمنظمات الخاصة حول العالم تطبق تدابير للتحفيز/الإجبار على أخذ اللقاح، مثل اليانصيب، والتفويضات والدخول المجاني إلى الأحداث الذي أدى بدوره إلى مزيد من المعلومات الخاطئة حول شرعية وأثر هذه التدابير بحد ذاتها.

## المعلومات الخاطئة
انتشرت العديد من النظريات الخاطئة في أجزاء مختلفة من العالم حول لقاحات كوفيد-19.

### كوفيد-19 والادعاءات المختلفة المتعلقة فيه

#### الشكوك السائدة حول كوفيد-19
عبر العديد من المواطنين قبل إطلاق اللقاح عن شكوكهم بأن كوفيد-19 كان مرضًا خطيرًا بالفعل أو أن بلدانهم لديها إصابات أو عدد إصابات مرتفع بالمرض خلال عامي 2020 و2021. اعتُبر هذا الشك السابق الذي روج له رئيس تنزانيا الراحل، جون بومب ماغوفولي، سببًا رئيسيًا للجدل حول اللقاح داخل البلاد. أعلن ماغوفولي أن تنزانيا خالية من كوفيد-19 في منتصف عام 2020 وروج للعلاجات بالأعشاب، والصلاة واستنشاق البخار على أنها علاجات لكوفيد-19.

#### المتحور دلتا واللقاحات
مع بداية انتشار المتحور دلتا من كوفيد-19 حول العالم، استغلت حملات سوء تفسير المعلومات فكرة أن لقاحات كوفيد-19 قد تسببت بظهور المتحور دلتا، على الرغم من حقيقة أن اللقاحات لا يمكنها تكرار الفيروس. ادعى عالم فيروسات فرنسي زورًا أن الأجسام المضادة في اللقاحات قد ولدت متحورات كوفيد-19 وزادت من قوتها من خلال نظرية تم دحضها سابقًا عن التحسين المعتمد على المضاد الحيوي.
ادعت نظرية ذات صلة تم دحضها، في الهند، أن لقاحات كوفيد-19 كانت تضعف من قدرة الناس على تحمل المتحورات الجديدة بدلًا من تعزيز المناعة.
نشر موقع ناتشورال نيوز مقالًا في يوليو عام 2021 يدعي فيه أن مدير مركز سي دي سي روتشيل والنسكي اعترف أن لقاحات كوفيد-19 لا تحمي ضد المتحور دلتا وأن الأشخاص الذين تلقوا اللقاح يمكن أن يكونوا ناشرين أكثر للفيروس (ناشرين فائقين) بسبب وجود تركيز فيروسي أعلى. قالت والنسكي في الواقع في مؤتمر صحفي أن الأشخاص الملقحين وغير الملقحين يمكن أن لديهم حمولة فيروسية «كبيرة متشابهة» عند الإصابة بمتحور دلتا، لكنها لم تقل إن الأشخاص الملقحين لديهم حمولات فيروسية أعلى أو أنهم «ناشرون فائقون» للفيروس. صرحت أيضًا أن اللقاح «يستمر في الوقاية من المرض الشديد، والاستشفاء والموت»، حتى ضد المتحور دلتا. أفادت دراسة في مجلة نيو إنجلاند الطبية، في يوليو عام 2021، أن لقاح فايزر-بيونتك لكوفيد-19 كان فعالًا بنسبة 88 في المئة في منع الالتهابات العرضية التي يسببها متحور دلتا.

### جريمة منظمة

#### لقاحات مزيفة
اعتقلت الشرطة الهندية، في يوليو من عام 2021، 14 شخصًا لإعطائهم جرعات من لقاحات مزيفة مكونة من مياه مالحة، بدلًا من لقاح أكسفورد-أسترازينيكا لكوفيد-19 في نحو عشرة مواقع تلقيح خاصة في مومباي. دُفع للمنظمين ومن ضمنهم المهنيين الطبيين، بين 10 و17 دولار لكل جرعة، وقد دفعها أكثر من 2600 شخص لتلقي اللقاح.
أصدر الإنتربول تنبيهًا عالميًا في ديسمبر عام 2020 لوكالات تنفيذ القانون في البلدان الأعضاء فيه كي يحترثوا من شبكات الجرائم المنظمة التي تستهدف لقاحات كوفيد-19، فيزيائيًا وعبر الإنترنت. أصدرت منظمة الصحة العالمية أيضًا تحذيرًا في مارس عام 2021 بعد أن تلقت العديد من وزارات الصحة والهيئات التنظيمية عروضًا مشبوهة لتزويدهم باللقاح. أشاروا أيضًا إلى أن بعض جرعات اللقاحات كانت معروضة على الشبكة المظلمة بأسعار بين 500 و750 دولار، لكن لم يكن هناك طريقة للتحقق من خط التوزيع.

#### بطاقات اللقاحات المزيفة
ازداد في الولايات المتحدة عدد الأفراد الذي إما يسعون لشراء بطاقات اللقاحات المزيفة، أو تعديل السجلات الطبية لإظهار اللقاح أو إنشاء بطاقة لقاح مزيفة للبيع. اعتُقلت في هاواي إحدى المتلقيات للقاح بعد اكتشاف أنها تحمل بطاقة تلقيح مزيفة، وقُبض على طبيب في كالفورنيا بتهمة تزوير سجلات لقاحات المرضى، وقُبض على ثلاثة من شرطة الولاية في فيرمونت لمساعدتهم في إنشاء بطاقات مزيفة. صادرت هيئة الجمارك وحماية الحدود في الولايات المتحدة في أغسطس عام 2021، نحو 121 طردًا فيها أكثر من 3000 بطاقة لقاح مزيفة تم شحنها من شنغن لتوزيعها في الولايات المتحدة.
أظهر بحث لشركة تشيك بوينت في أغسطس عام 2021 أن بطاقات اللقاح المزيفة كانت تباع عن طريق تطبيقات المراسلة بأسعار تتراوح بين 100 و120 دولار للبطاقة. أعلن الإنتربول أنهم كانوا يلاحظون ارتباطًا مباشرة بين البلدان التي تطلب اختبارات كوفيد-19 سلبية لدخول البلاد وزيادة عدد بطاقات اللقاح المزيفة المقدمة.

### الادعاءات الطبية

#### ادعاء عدم الفعالية
طُرحت ادعاءات متكررة، معتمدة على سوء تفسير البيانات الإحصائية، فيما يتعلق بفعالية لقاحات كوفيد-19. تكمن إحدى المغالطات المتكررة في استنتاج عدم فعالية اللقاحات (أو فعاليتها المنخفضة) بعد ملاحظة النسبة المرتفعة من المرضى الملقحين بين حالات الدخول للمشفى والوفيات، بدون الأخذ بعين الاعتبار النسبة الكبيرة من الأشخاص الملقحين بين عامة السكان، وبالتالي ارتكاب مغالطة معدل الأساس؛ أو بدون الأخذ بعين الاعتبار الميل لتلقيح الأشخاص الأكثر عرضة لخطر الإصابة بأمراض حادة من كوفيد-19 كأولوية، وبالتالي تجاهل تأثير يول-سيمبسون.
في المملكة المتحدة، أفاد تقرير صادر عن مجموعة الإنفلونزا العلمية للنمذجة (إس بّي آي- إم)، نُشر في مارس عام 2021، وتوقع أن 60% من حالات دخول المشفى و70% من الوفيات ستكون من الأشخاص الذين تلقوا جرعتين من اللقاح، على الرغم من أن الأخير لا تزال فعالة للغاية. أفاد التقرير بأن: «هذه (النمذجة) ليست نتيجة عدم فعالية اللقاحات، إنما لأن الامتصاص مرتفع للغاية».

#### لقاحات إم-رنا ليست فعلًا لقاحات
ادعى المحلل المالي ومنظم المساعدة الذاتية ديفيد مارتن أن لقاحات إم-رنا لا تناسب المراكز الأمريكية لمكافحة الأمراض والوقاية منها (سي دي سي) أو تعريفات إدارة الغذاء والدواء الأمريكية (إف دي إيه) للقاح لأنها لا تمنع انتقال فيروس سارس-كوف-2، الفيروس الذي يسبب كوفيد-19. في الحين الذي ما تزال تجري فيه أبحاث لتقييم تأثير اللقاح على انتقال فيروس سارس-كوف-2، لا يشترط أي من مركز السيطرة على الأمراض أو إدارة الدواء والغذاء الأمريكية أنه يجب على اللقاحات أن توقف نقل الفيروس، وصرح كلاهما أن اللقاح منتج يحفز الجهاز المناعي لرفع المناعة ضد عامل معدي.